# Système instrumenté de sécurité
 (avril 2019).
Si vous disposez d'ouvrages ou d'articles de référence ou si vous connaissez des sites web de qualité traitant du thème abordé ici, merci de compléter l'article en donnant les références utiles à sa vérifiabilité et en les liant à la section « Notes et références ».
 (novembre 2013).
Sa qualité peut être largement améliorée en utilisant un vocabulaire plus directement compréhensible.
Un système instrumenté de sécurité ou SIS (Safety Instrumented System en anglais) est un système d'instrumentation et d'automatisme permettant de mettre en sécurité une installation industrielle lorsqu'un risque est détecté. 
Ces systèmes font partie de la Sécurité fonctionnelle (en) et sont définis par la norme CEI 61511 (en). Ils permettent d'accroitre la sécurité industrielle des procédés grâce à des barrières de prévention (empêcher le danger) ou de mitigation (réduire le danger). 
La fiabilité d'un SIS, c'est-à-dire sa probabilité de défaillance, est défini par son niveau de SIL (Safety Integrity Level en anglais) qui est compris entre 1 et 4 qui correspond à une réduction du risque, 4 étant le plus haut. Lorsqu'un SIS se déclenche, on dit qu'il effectue une SIF (Safety Instrumented Function en anglais). 

## Contexte
Lorsqu'un risque est détecté dans une installation industrielle (chimique, nucléaire, mécanique, électrique...), un SIS permet de limiter les conséquences d'un dysfonctionnement. Lorsqu'un SIS est déclenché, le procédé industriel sur lequel il agit se met en position de repli et le système fonctionnera alors en mode dégradé.
Un SIS permet de s'affranchir de risques humains, matériels ou environnementaux non-acceptable d'un point de vue de la sécurité industrielle. Pour concevoir ces systèmes, deux normes sont utilisées : l'ANSI/ISA S84.01-1996 et la CEI 61508. Ces deux normes sont fondées sur le principe de l'évaluation de la réduction du risque nécessaire pour atteindre un niveau de risque acceptable.
Un SIS se compose de trois parties : 
- une partie capteur chargée de mesurer la dérive d'un paramètre (pression, température ...) vers un état dangereux ;
- une partie système de traitement logique (UTL) chargée de récolter le signal provenant du capteur, de traiter celui-ci et de commander l'actionneur associé ;
- une partie actionneur chargée de mettre le procédé dans sa position de sécurité et de la maintenir.

La probabilité de défaillance sur demande du SIS est déterminée par le calcul et la combinaison des probabilités de défaillance de ses composants. Ces probabilités dépendent des taux de défaillances des composants, des taux de défaillances dangereuses détectées et du facteur qui caractérise les défaillances de cause commune.

## Conformité aux normes ANSI/ISA S84.01-1996 et CEI 61508
Les normes ANSI/ISA S84.01-1996 et CEI 61508 établissent les prescriptions relatives à la spécification, la conception, l'installation, l'exploitation et la maintenance du SIS, afin d'avoir toute confiance dans sa capacité à amener et/ou à maintenir le procédé dans un état de sécurité. Les étapes de base requises pour assurer la conformité à ces deux normes de sécurité sont :
- Établir une cible de sécurité (risque acceptable) du procédé et évaluer le risque existant.
- Identifier les fonctions de sécurité requises et les affecter aux niveaux de protection.
- Déterminer si la fonction instrumentée de sécurité est requise.
- Implémenter la fonction instrumentée de sécurité dans un SIS et déterminer le SIL du SIS.
- Vérifier que le SIS permet d'atteindre la cible de sécurité exigée au départ.

La table donne le SIL du SIS en fonction de la valeur de son PFD (probabilty of failure on demand, probabilité de défaillance dangereuse en français) et de sa fréquence de sollicitation.
| SIL | Faible demande (PFDavg) | Demande élevée (Défaillances/heure) |
| --- | ----------------------- | ----------------------------------- |
| 4   | 10−5 < PFD < 10−4       | 10−9 < PFD < 10−8                   |
| 3   | 10−4 < PFD < 10−3       | 10−8 < PFD < 10−7                   |
| 2   | 10−3 < PFD < 10−2       | 10−7 < PFD < 10−6                   |
| 1   | 10−2 < PFD < 10−1       | 10−6 < PFD < 10−5                   |

## Méthodes qualitatives et quantitatives pour la détermination des SIL
La détermination du SIL d'un SIS peut s'obtenir par différentes méthodes[réf. nécessaire] :
- méthodes qualitatives : Il s'agit de méthodes qui permettent de déterminer le niveau de SIL à partir de la connaissance des risques associés au procédé ;
- méthodes semi quantitatives : La méthode la plus répandue est la matrice de risque. Cette matrice donne le niveau de SIL en fonction de la gravité de risque et de sa fréquence d'occurrence ;
- méthodes quantitatives : Il s'agit des méthodes qui permettent de calculer le PFD des SIS à partir des probabilités de défaillances de leurs composants. Les méthodes les plus répandues sont :
  - les équations simplifiées,
  - les arbres de défaillances,
  - les approches Markoviennes.

## Concepts associés
D'autres termes sont souvent employés avec ou pour décrire des SIS :
- Sécurité fonctionnelle (en)
- SIL (Safety Integrity Level en anglais)
- SIF (Safety Instrumented Function en anglais)
- PFD (probabilty of failure on demand en anglais)
- Interlock (ingénierie) (en)
- Système critique
- Arrêt d'urgence (automatique)
- Systèmes d'arrêt des installations industrielles (en)
- Supervision (informatique)
- Système numérique de contrôle-commande
- HAZOP